# Мурашник

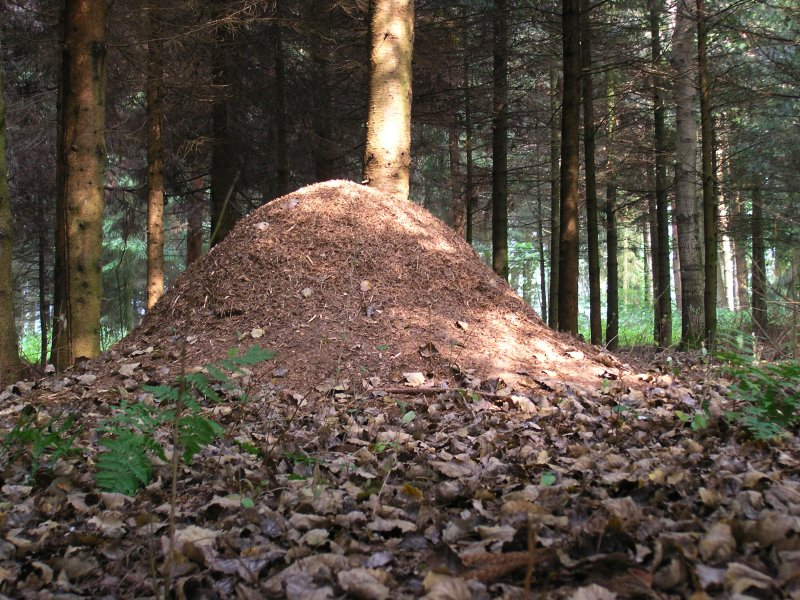
Лісовий мурашник, Formica rufa

Мура́шник (іноді мураши́нник) — гніздо мурашок, що споруджується з різноманітного матеріалу в землі, між камінням, у трухлявій деревині, іноді у вигляді надземного конуса з рослинного матеріалу та ґрунту.
Мурашники можуть бути розміщені в ґрунті, трухлявій деревині (у пнях і стовбурах, Camponotus), складатися з рослинного матеріалу (із хвої, гілочок), живих листків (наприклад, мурашки-ткачі роду Oecophylla). Мурашки-ткачі роду Oecophylla (наприклад, Oecophylla smaragdina) зшивають листя для свого гнізда за допомогою липких ниток, що виділяють їхні личинки. Мурашник у ґрунті має підземну частину з ходами і камерами, які йдуть в землю на глибину до 4 метрів; надземна частина зазвичай конусоподібної форми, споруджується з гілочок, хвої та листя. Увечері для збереження тепла, виходи проходів мурашки закривають. Розмір мурашника у різних видів суттєво варіює — сім'ї деяких мурашок  (Leptothorax, Temnothorax) можуть поміститись у жолуді або пустому горіхові, у лісових мурашок роду Formica лише надземний конус мурашника може досягати двох метрів у діаметрі. У великих мурашниках рудих лісових мурашок (Formica rufa) та американських мурашок-листорізів роду Atta можуть мешкати до п'яти мільйонів комах. Термін існування мурашника може бути від декількох років до століть.
У деяких мурашок колонії розміщуються в декількох побудованих гніздах. Одна з найбільших суперколоній мурашок відома в прибережній частині округу Ісікарі на острові Хоккайдо, Японія. Ця колонія нараховує приблизно 306 мільйонів мурашок та один мільйон маток, які живуть у 45 000 гніздах на площі 2,7 км2. У 2000 р. була знайдена ще більша за розміром суперколонія мурашок Linepithema humile на узбережжі Південної Європи. Вона розташована у вузькій смузі прибережних ділянок Іспанії, Франції та Італії.

## Будова мурашника
Хоча кожен вид мурашок будує типове для свого виду гніздо, в тих, що облаштовують гнізда під землею, є спільні елементи. Такі мурашники складаються з горизонтальних камер і тунелів, прокладених у ґрунті, що можуть заглиблюватися на 20-30 см, а іноді на 3,5 м. Мурашки контролюють вентиляцію тунелів, закладаючи чи відкриваючи виходи на поверхню. Завдяки цьому в мурашнику підтримується стабільна температура та вологість. Надземна частина в деяких видів складається з сухого рослинного матеріалу та ґрунту. Може бути від кількох сантиметрів до метра заввишки. Основою часто стає стебло рослини, стовп або пень. Деревна основа забезпечує стійкість конуса мурашника і слугує захистом для мурашиних яєць, які зберігаються в прогризених у деревині порожнинах.
Внутрішні камери можна розділити на такі категорії:
- «Кімната королеви» – тут знаходиться матка, що займається відкладанням яєць. Ця камера стає першою в мурашнику і матка не покидає її[7];
- «комора – призначені для зберігання харчів, зокрема впольованих комах[8];
- «ясла» – камери, в яких дозрівають яйця і з’являються на світ личинки мурах. Розташовуються в глибині мурашника. Мурашки-робітники переносять яйця, личинок і лялечок до різних камер з різною температурою та вологістю, необхідною для кожного етапу розвитку[9];
- «солярій» – невеликі камери під самим куполом мурашника, де комахи гріються після пробудження в кінці зими. Позаяк мурашки холоднокровні, то їхні нагріті тіла слугують акумуляторами тепла для зігрівання решти мурашника[10];
- «зимувальні камери» – розташовані нижче рівня ґрунту, в них мурахи переживають холоди, занурившись в анабіоз[10];
- «кладовище» – це місце, куди зносяться відходи і померлі особини перед тим, як бути винесеними за межі мурашника. Вони слугують поживою для грибів, кліщів та інших дрібних тварин[11].

Мурашники зазвичай існують 1-30 років, залежно від виду мурах, але трапляються і віком у сотні років. Якщо мурашник з якоїсь причини пошкоджується, мурахи будують новий у іншому місці. Вогняні мурахи відомі своєю здатністю будувати суперколонії з багатьох мурашників, які можуть утримувати кількох королев. Зрілу колонію населяють, залежно від виду, від 500 до мільйонів особин мурашок.

## Галерея

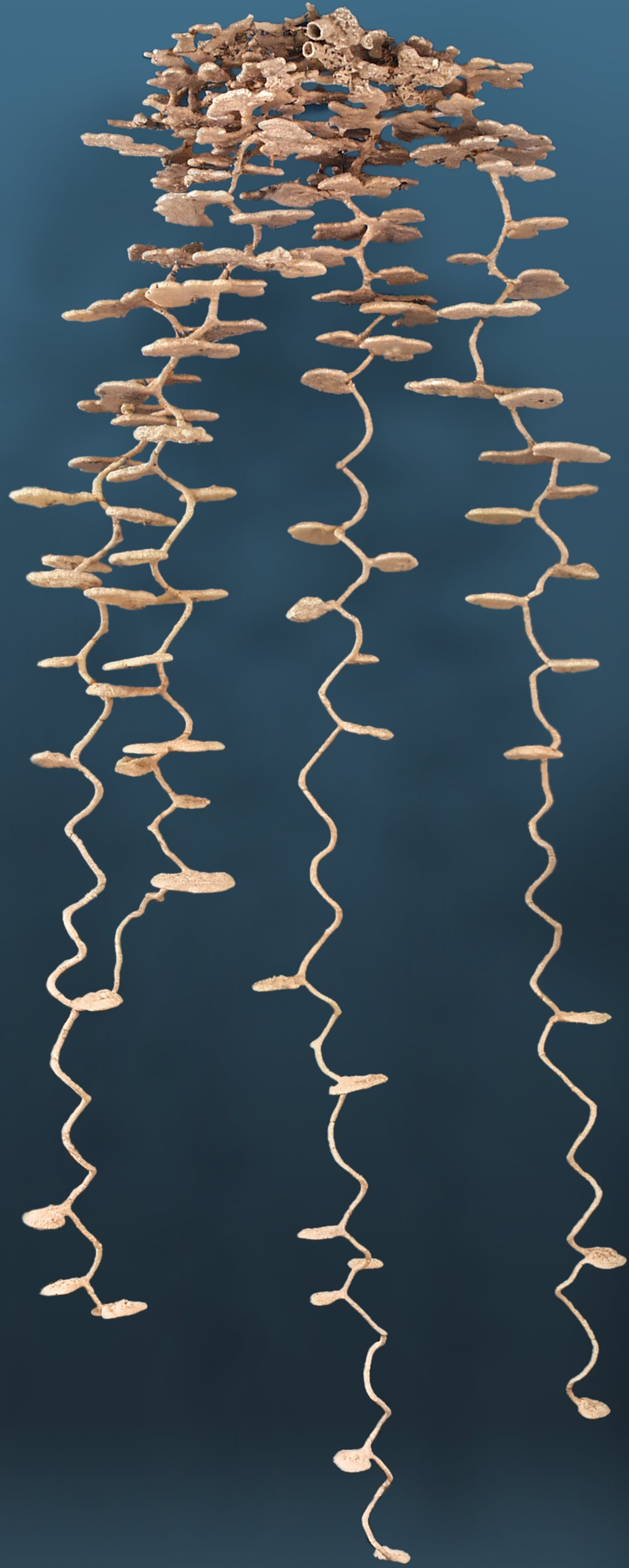
Підземні ходи мурашника, залиті цементом (Pogonomyrmex badius, Флорида, США)
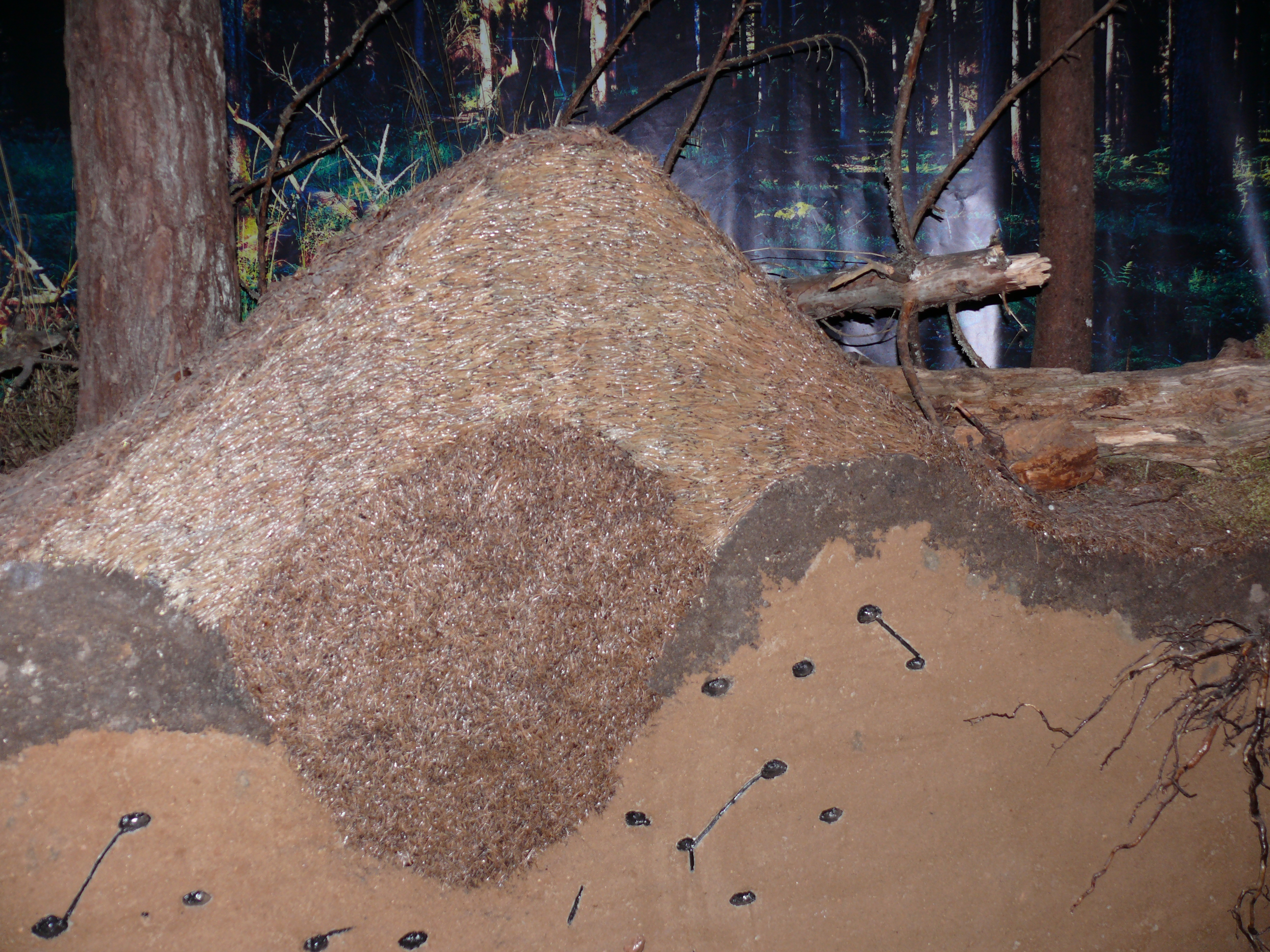
Мурашник у розрізі (Музей у Бяловежі, Польща)
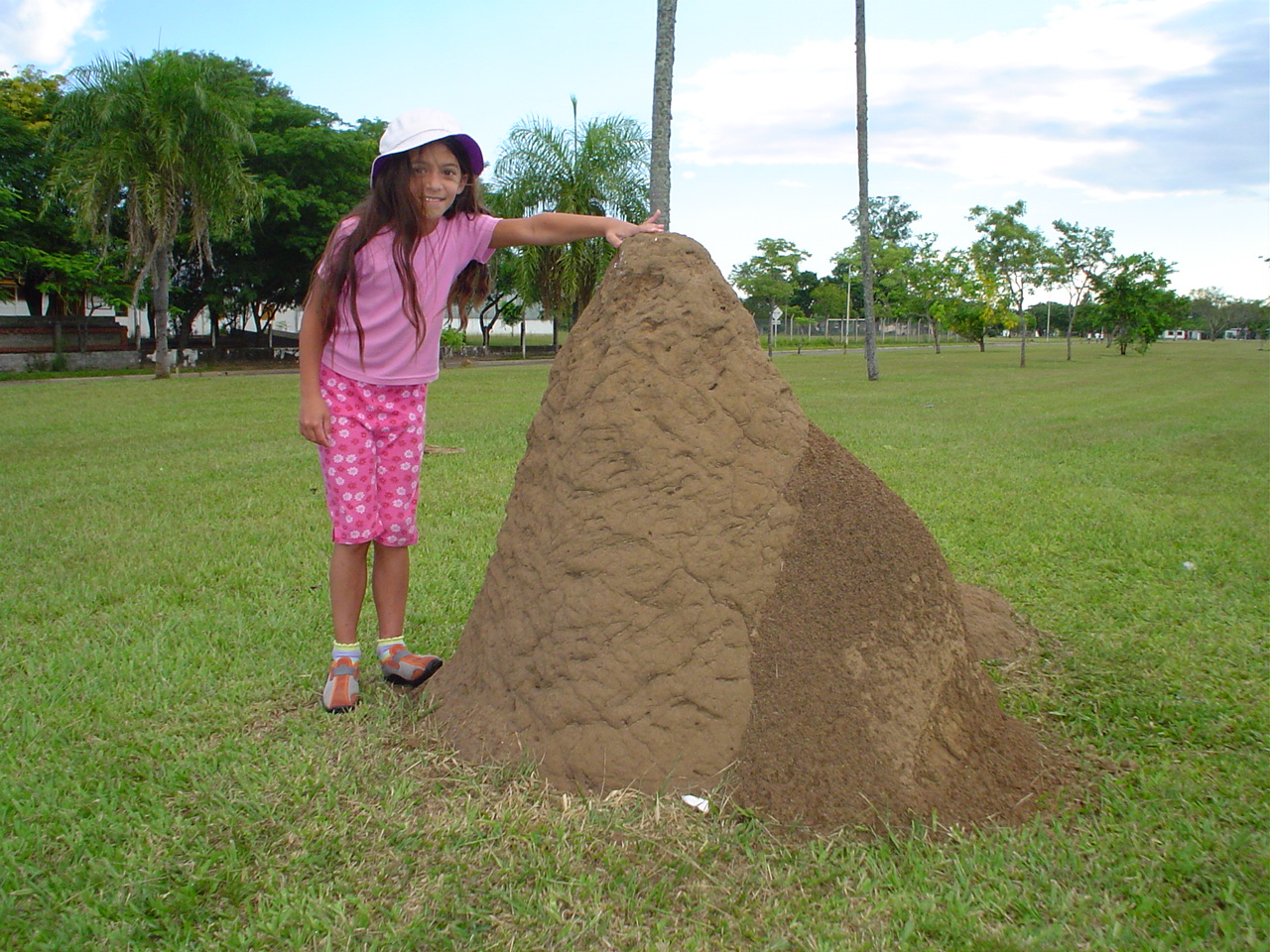
Надземна частина ґрунтового мурашника (Аргентина)
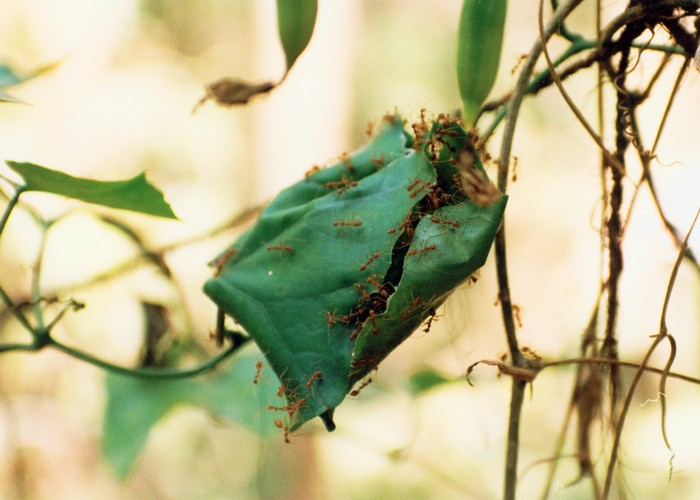
Гніздо мурашок з листя (мурашки-ткачі Oecophylla)
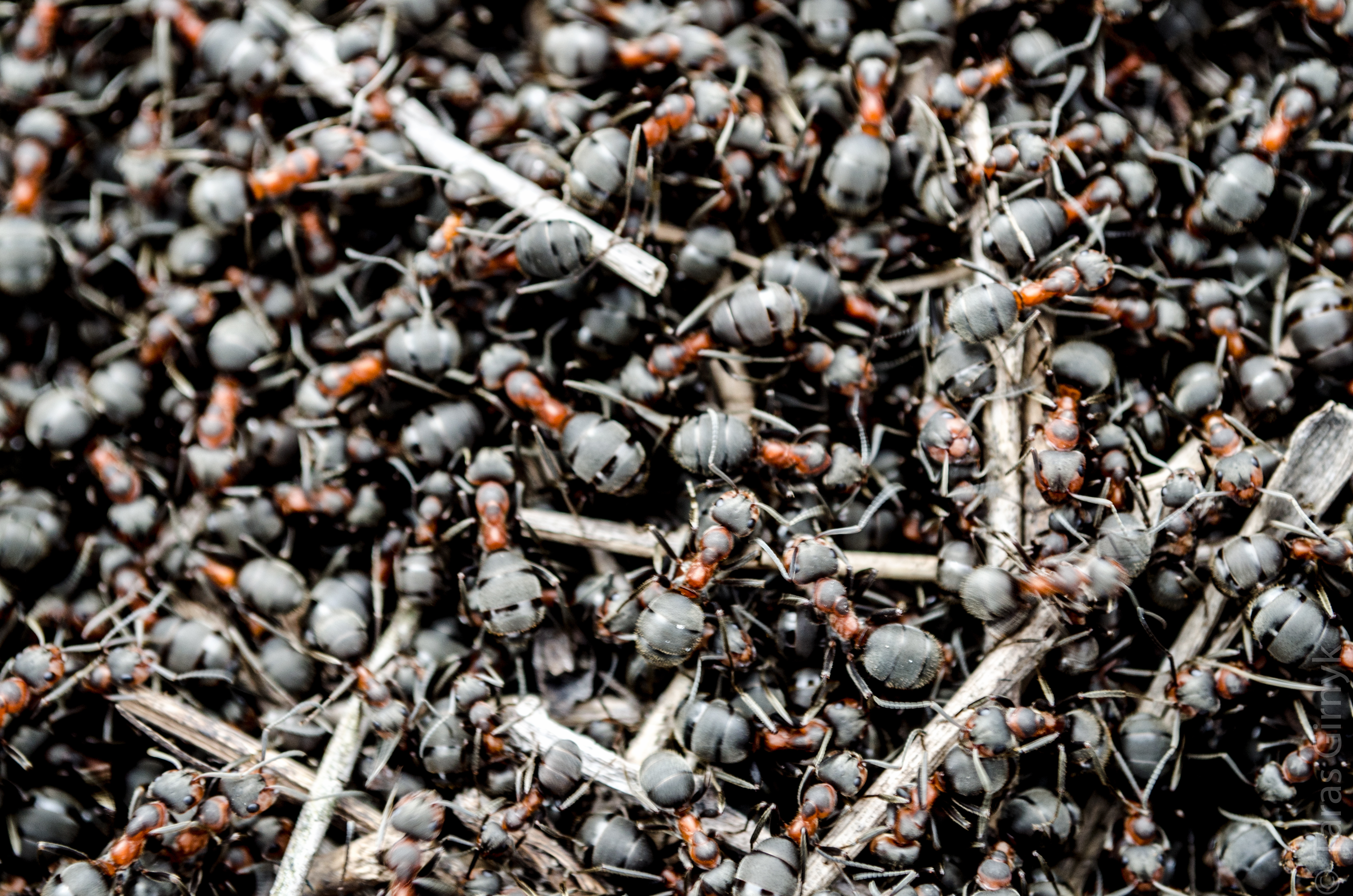
Мурашник в Українському степовому природному заповіднику
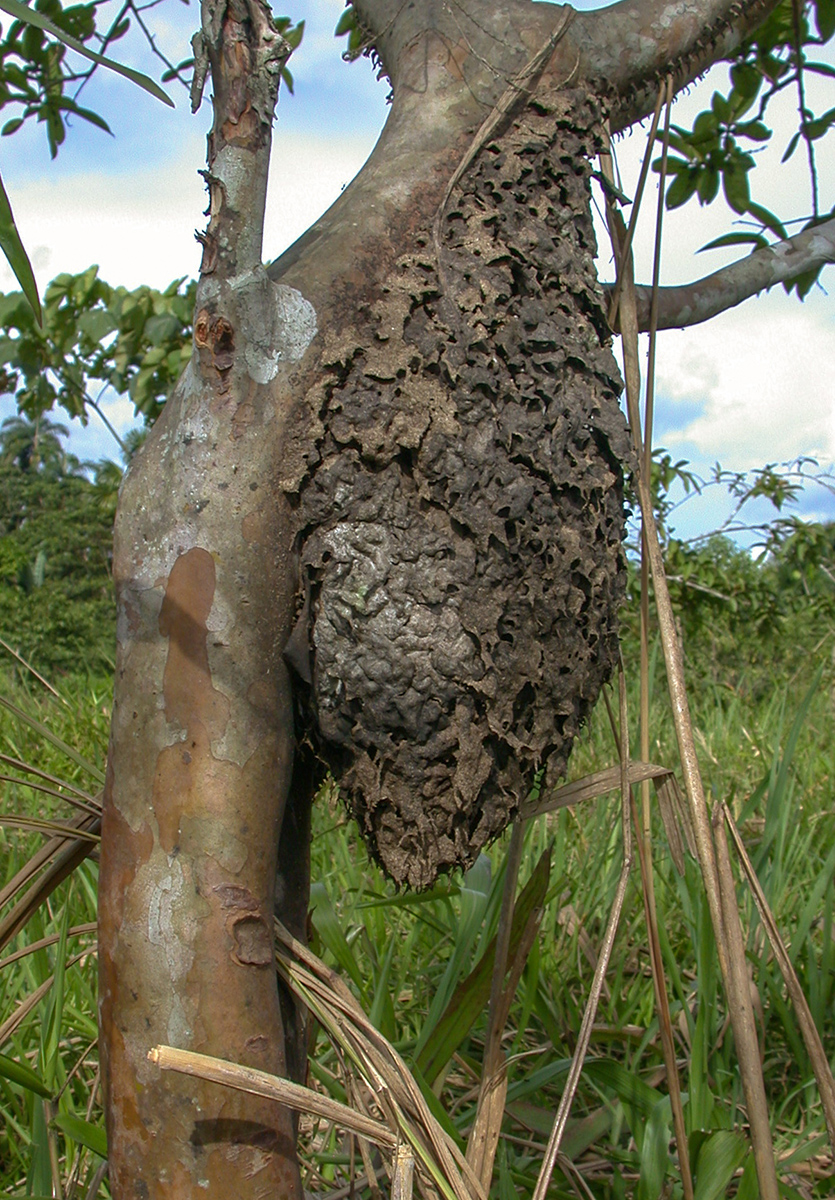
Надеревний мурашник мурашок роду Azteca
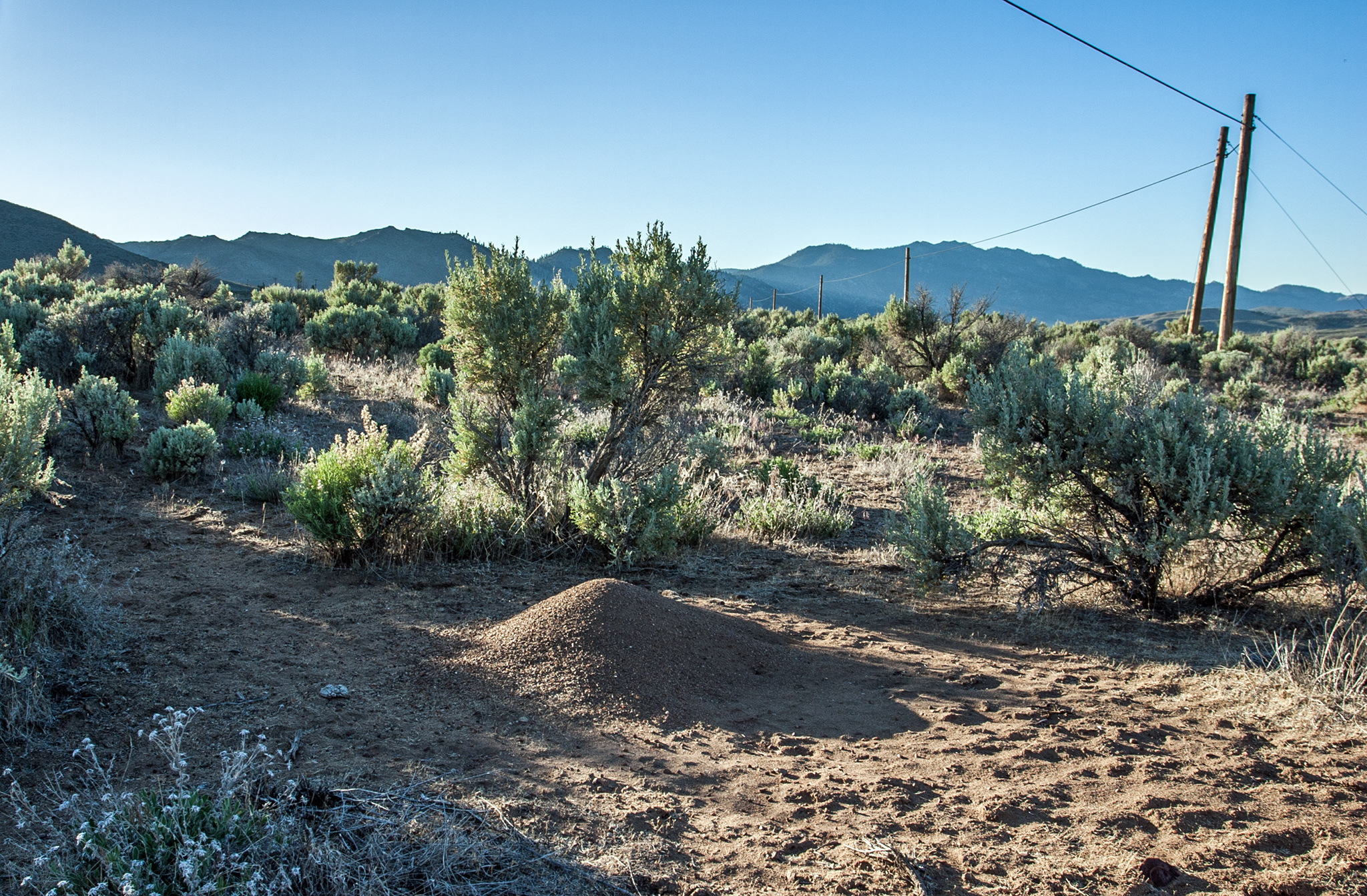
Мурашник Pogonomyrmex occidentalis, Каліфорнія
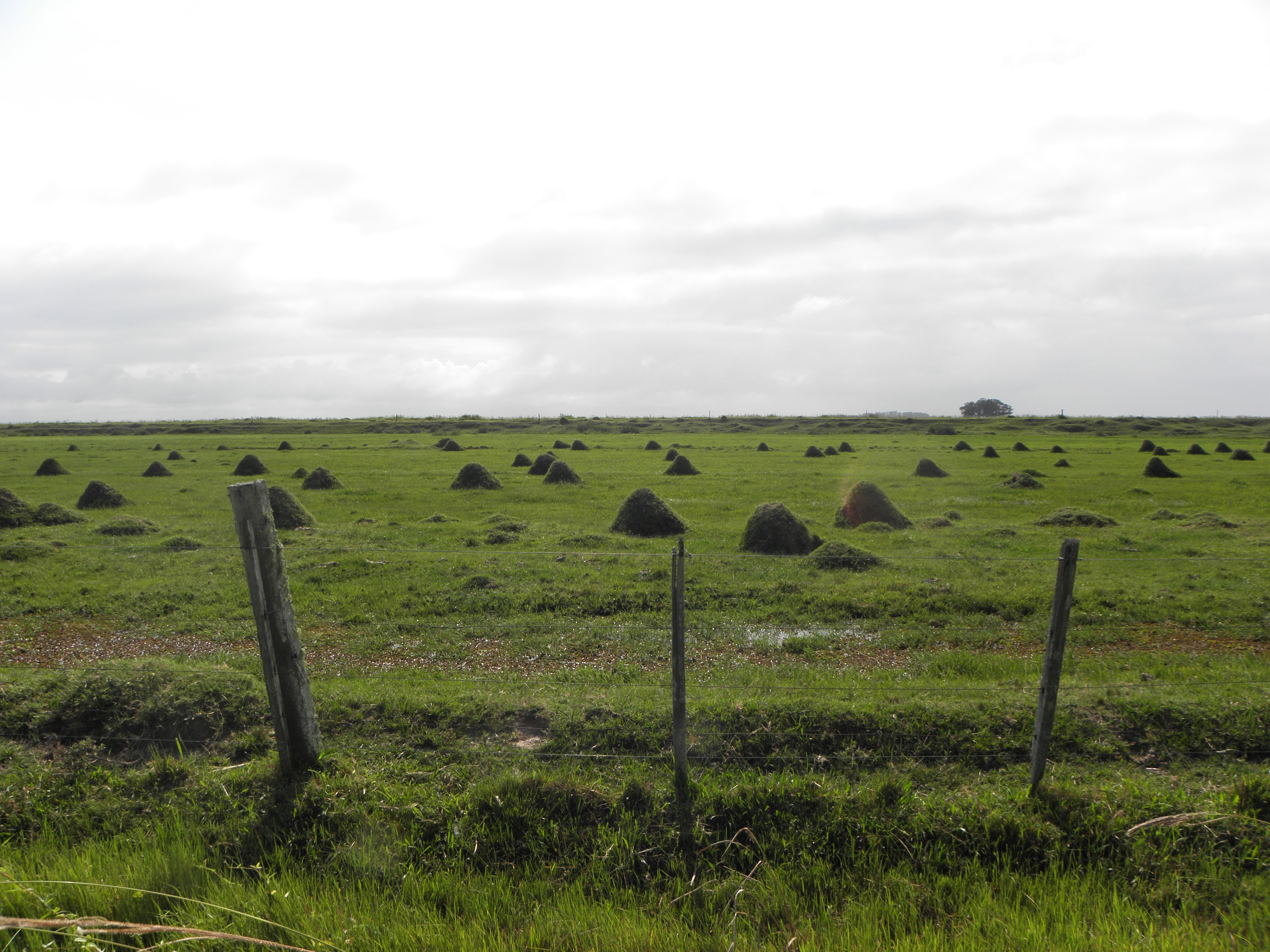
Мурашники Camponotus punctulatus, Уругвай